# مجيد حسيني
مجيد حسيني (بالفارسية: مجید حسینی) (و. 1996  م) هو لاعب كرة قدم، من إيران، ولد في إيران، يلعب كمُدَافِع.

## روابط خارجية
- مجيد حسيني على موقع اتحاد تركيا (لاعب) (الإنجليزية)
- مجيد حسيني على موقع قاعدة بيانات كرة القدم.إي يو (الإنجليزية)
- مجيد حسيني على موقع ناشيونال فوتبول تيمز (الإنجليزية)
- مجيد حسيني على موقع Soccerway.com (الإنجليزية)
- مجيد حسيني على موقع عالم كرة القدم.نت (الإنجليزية)